# Ledový obr

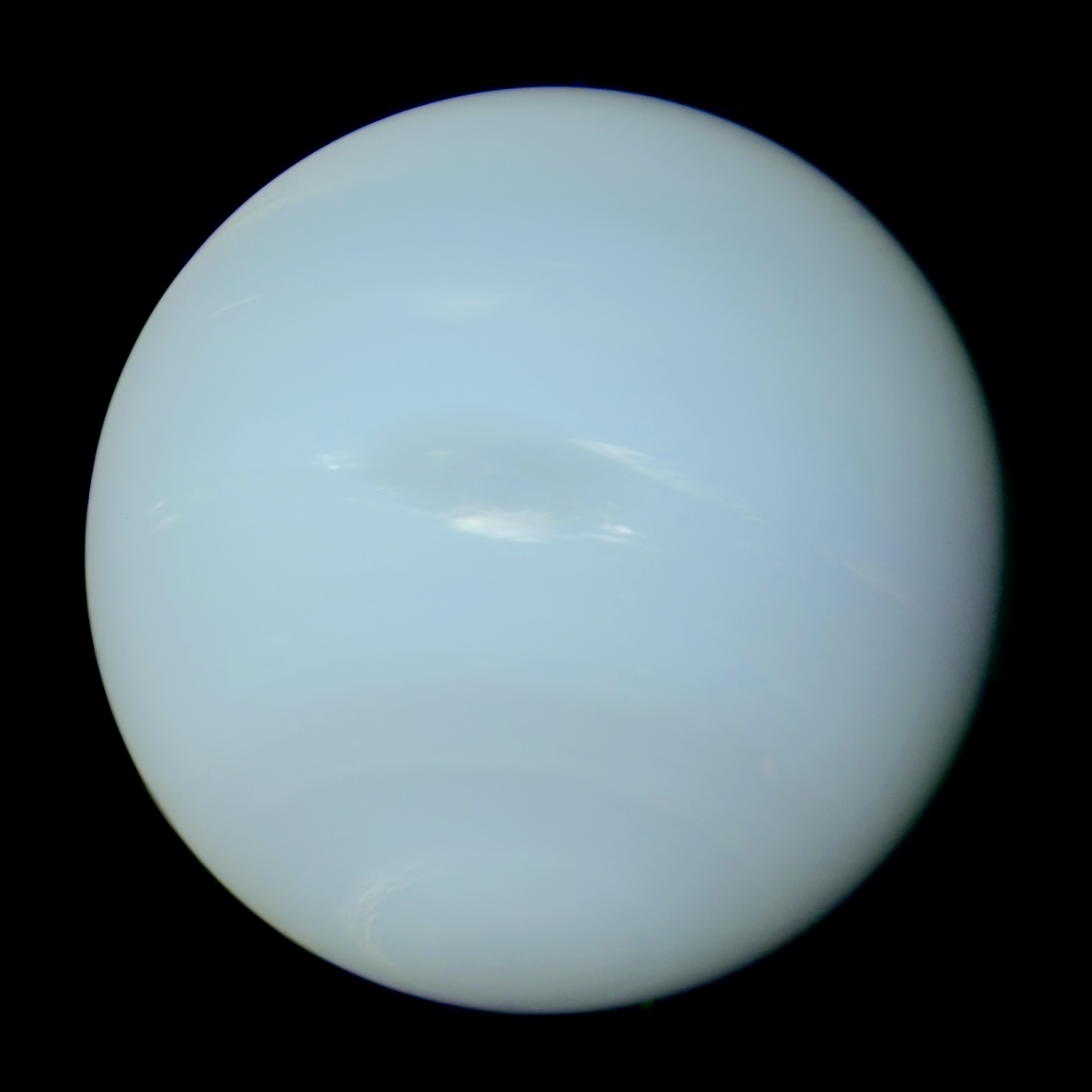
Pohled na planetu Neptun ze sondy Voyager 2

Ledoví obři jsou někdy vyčleňovanou podskupinou plynných obrů, která má ukázat odlišnost těchto planet. Zpravidla jsou mnohem chladnější než jiní plynní obři a složení jejich atmosféry a především nitra se liší. Ve sluneční soustavě jsou do rodiny ledových obrů počítány vnější planety Uran a Neptun.

## Složení
Zásadní rozdíl mezi ledovými obry a ostatními plynnými obry je v složení jejich nitra. Předpokládá se, že zde výrazně převažuje methan, čpavek a voda – tedy sloučeniny, které astronomové obecně označují jako ledy. Výrazně menší část nitra tvoří vodík a hélium (které zde u ostatních plynných obrů převažují), zbytek pak připadá na kamenné jádro.
V atmosféře těchto planet převládá jako ostatních plynných obrů vodík a helium, v relativně větší míře se zde vyskytuje methan, čpavek nebo voda, avšak oproti vnitřním částem planety zde nepřevažují.

## Uran
Podrobnější informace nalezete také ve článku Uran (planeta)
Uran je sedmou (předposlední) planetou sluneční soustavy. Obepínají ji prstence a má 27 měsíců. Největší z nich nese název Titania a nejmenší Miranda. V atmosféře Uranu foukají větry vyšší rychlosti 900 km/h. Uran prý podle vědců smrdí jako zkažená vejce. Stejně jako k Neptunovi, letěla k němu (cíleně) jen jediná vesmírná sonda nesoucí název Voyager 2. Na Uranu je zvláštní to, že se neotáčí stejně  jako ostatní planety, nýbrž je o 90° nakloněný, pro představu jako jakási kutálející se obruč. Uran má bleděmodrou barvu a průměr 50 724 km. Průměrná teplota zde se pohybuje okolo −220 °C.

## Neptun
Podrobnější informace nalezete také ve článku Neptun (planeta)
Neptun je osmou (poslední) planetou ve sluneční soustavě. Také ji obepínají prstence jako Uran, ale mnohem tenčí. Má 14 měsíců, z nichž největší nese název Triton. V atmosféře Neptunu foukají větry i rychlostí 5000 km/h. To vysvětluje to, že Neptunovy skvrny se objevují a po několika letech zase mizí. Neptun má tmavě modrou barvu. I přesto, že je Neptun vzdálenější než Uran, na obou planetách panují podobné teploty. Tyto planety mají i podobnou velikost (Neptun má průměr 49 244 km).